# Рыгалов, Александр Андреевич
Александр Андреевич Рыгалов (род. 19 февраля 1940, Нижне-Ломовский район, Пензенская область) — российский политический деятель, депутат Государственной думы второго созыва

## Биография
Окончил Пензенский сельскохозяйственный институт; 1994—1995 — глава администрации Мокшанского района; неоднократно избирался депутатом Пензенского областного Совета[когда?].
Депутат Государственной Думы Федерального Собрания РФ второго созыва (1995—1999), был членом Аграрной депутатской группы, председателем подкомитета по пищевой, перерабатывающей промышленности.